# Lorenzo Zanon
Lorenzo Zanon (Novedrate, 10 settembre 1951) è un ex pugile italiano, campione europeo nei pesi massimi. Ha tentato la scalata al titolo mondiale, perdendo da un campione assoluto come Larry Holmes.

## Carriera
Nel 1969 è campione d'Italia nella categoria giovanile. Tre anni dopo conquista la medaglia d'argento ai campionati nazionali dilettanti, cedendo ai punti ad Amedeo Laureti.
Esordisce al professionismo l'anno successivo, battendo a Monza Ermanno Festorazzi, ai punti in sei riprese. Dopo quattordici incontri, di cui tredici vinti e un pareggio, il 26 maggio 1975 sale sul ring di Milano per il campionato italiano, lasciato vacante da Mario Baruzzi. Batte l'anziano Bepi Ros ai punti in dodici riprese e conquista il titolo.
Cinque mesi dopo, il 24 ottobre 1975, sempre a Milano, mette in palio il titolo contro un'altra “vecchia volpe”, il bolognese Dante Canè. Perde la cintura per Kot, all'ottavo round.
Il 30 aprile 1976 combatte per la prima volta all'estero, al Pavillon di Parigi contro il temibile francese Lucien Rodriguez. Perde ai punti in otto riprese ma un mese dopo a Milano si prende la rivincita, con lo stesso verdetto ai punti in otto riprese.
Torna a combattere all'estero il 4 aprile 1977, a Bilbao, contro l'uruguayano naturalizzato spagnolo Alfredo Evangelista, in procinto di sfidare per il titolo mondiale il grande Muhammad Ali. Ottiene una clamorosa vittoria ai punti in otto riprese. Tale risultato lo proietta nel giro della grande boxe. Gli vengono organizzati due incontri al Caesars Palace di Las Vegas contro avversari di livello mondiale.
Perde il primo dei due incontri, il 14 settembre 1977, con Ken Norton, già vincitore di Muhammad Ali, per Ko alla quinta ripresa.
Il 5 novembre successivo, perde per Kot da Jerry Quarry già più volte sfidante al titolo mondiale con Jimmy Ellis e lo stesso Ali. Di ritorno dalla trasferta statunitense la Federazione pugilistica italiana gli sospende cautelativamente la licenza, tenendolo inattivo per più di un anno.
Al rientro, è designato sfidante ufficiale al titolo europeo, detenuto dallo spagnolo Evangelista. Il 18 aprile 1979, sul ring di Torino, Zanon compie il capolavoro della sua carriera conquistando la cintura europea dei pesi massimi, ai punti in 12 riprese. È il quarto italiano a riuscirci, dopo Erminio Spalla (1924), Primo Carnera (1933) e Franco Cavicchi (1955).
L'11 luglio dello stesso anno respinge l'assalto al titolo del romagnolo Alfio Righetti, pareggiando in 12 riprese sul ring di Rimini, a lui ostile. Poi il 10 ottobre, alla seconda difesa, batte lo spagnolo Felipe Rodriguez, a Torino, ai punti.
Nello stesso giorno viene comunicata al suo manager Umberto Branchini la notizia che Zanon è stato ufficialmente designato sfidante al titolo mondiale WBC dei pesi massimi detenuto da Larry Holmes, all'epoca imbattuto dopo 32 incontri. Prima di allora, tra gli italiani, solo Primo Carnera aveva combattuto per il massimo titolo del pugilato. Allo sfidante è garantita una borsa di 125.000 dollari, contro i 600.000 di quella del campione.
Nelle prime tre riprese l'italiano non sfigura affatto. Al quarto round, invece, Holmes lo atterra due volte ma Zanon riesce sempre a rialzarsi. Sempre nella stessa ripresa l'Italiano subisce anche un conteggio in piedi (cosa abbastanza anomala dato che all'epoca e in questo match in particolare era in vigore la "Three Knockdown Rule", che significava interruzione immediata del match al terzo atterramento nella stessa ripresa). Nonostante questo Zanon sembra riprendersi e si aggiudica la ripresa successiva. Nella sesta, tuttavia, il campione del mondo accorcia i tempi e, con un destro risolutivo, manda l'italiano al tappeto. L'arbitro, dopo aver effettuato il conteggio senza che Zanon riesca a rialzarsi, assegna la vittoria a Larry Holmes per KO .
Dopo un paio d'incontri vinti, Zanon, il 28 novembre 1980, a Campione d'Italia, mette nuovamente in palio il titolo europeo contro il britannico John Gardner uscendone sconfitto per Ko alla quinta ripresa. Effettua ancora un incontro con Rinaldo Pellizzari, da lui già sconfitto in passato, ma non va oltre il verdetto di parità. Dopo di ciò, abbandona il pugilato.